# 下比什金
49°31′33″N 36°24′21″E / 49.52583°N 36.40583°E
下比什金（烏克蘭語：Нижній Бишкин）是位於烏克蘭東部的村莊，由哈爾科夫州丘胡伊夫区的斯洛博然斯凱市鎮負責管轄。該村始建於1650年，面積1.66平方公里，海拔高度106米，2001年人口583，人口密度每平方公里351.4人。